# Стивън Кинзър
Стивън Кинзър (на английски: Stephen Kinzer) е американски историк, журналист, академик и писател, автор на документални книги за Турция, Централна Америка, Иран и свалянето от САЩ на чужди правителства от края на 19 век до днес.

## Биография и творчество
Стивън Кинзър е роден на 4 август 1951 г. в Ню Йорк, САЩ. Баща му е редактор на списание, а майка му е учителка и актриса. Завършва гимназия в Бруклин и получава бакалавърска степен с отличие през 1973 г. от Бостънския университет.
След дипломирането си работи една година като административен асистент на губернатора на Масачузетс Майкъл Дукакис, а после като журналист на свободна практика. През 1976 г. отразява пряко събитията в Никарагуа. В периода 1981 – 1983 г. е репортер на вестник „Бостън Глоуб“. През 1983 г. започва работа към „Ню Йорк Таймс“ като в периода 1983 – 1989 г. е шеф на бюрото в Манагуа, Никарагуа, в периода 1990 – 1992 г. е шеф на бюрото в Бон, а в периода 1992 – 1996 г. в Берлин, Германия. Оттам отразява събитията в посткомунистическа Европа, включително войните в бившата Югославия. В периода 1996 – 2000 г. е шеф на бюрото в Истанбул, Турция. Докато е на работа в Турция, пътува много из страната, в новите страни в Азия и Кавказ, и става водещ на първото радио шоу в страната, посветено на блус музиката. Напуска „Ню Йорк Таймс“ през 2005 г. и става преподавател по журналистика, политически науки и международни отношения в Северозападния университет и в Бостънския университет. Той е старши сътрудник в Института за международни и обществени въпроси „Уотсън“ към университета „Браун“ и пише като колумнист за световните въпроси за „Бостън Глоуб“.
Първата му книга „Горчив плод: Неразказаната история на американския преврат в Гватемала“ е издадена през 1982 г. Та е разказ за операцията на ЦРУ за сваляне на демократично избраното ляво правителство на Якобо Арбенс Гусман в Гватемала през 1954 г., който иска да направи аграрна реформа, която е против интересите на „Юнайтед Фрут Къмпани“. През 1991 г. е издадена книгата му „Кръвта на братята: Животът и войната в Никарагуа“, в която описва борбата за власт във фамилията Сомоса, завършила със свалянето на диктатурата ѝ през 1979 г. от Сандинистката революция, войната с контрите (обучени от ЦРУ отряди) и свалянето на сандинистите през 1990 г. За изключителното отразяване на Латинска Америка, Колумбийският университет му присъжда през 1988 г. наградата „Мария Мурс Кабот“.
Пътуванията и впечатленията си от Турция отразява в книгата си „Полумесец и звезда: Турция между два свята“ издадена през 2001 г. В книгата си „Сваляне: Столетието на смяна на режима в Америка от Хавай до Ирак“ от 2006 г. представя 14 истории, когато Съединените щати са сваляли чужди правителства, като се опитва да обясни защо са били извършени тези интервенции и какви са техните дългосрочни ефекти.
Книгата му „Хиляда хълмове: Възраждането на Руанда и човекът, който мечтаеше“ от 2008 г. е историята на Пол Кагаме, бежанец, който като млад се увлича по Че Гевара и Джеймс Бонд, работи в разузнаването, обучава се в Куба и САЩ, участва със своята бунтовническа армия в премахването на геноцида в Руанда, и става впоследствие президент на страната, искайки да я превърне в първата държава със среден доход в Африка само за едно поколение.
Известната му и широко оценена книга „Братята: Джон Фостър Дълес, Алън Дълес и тяхната тайна световна война“ от 2013 г. е съвместна биография на Джон Фостър Дълес, държавен секретар, и брат му Алън Дълес, директор на ЦРУ. Те провеждат насилствени кампании срещу чуждестранни лидери, които смятат за заплаха за САЩ, от Гватемала до Конго, довели до войната във Виетнам и враждебни отношения между САЩ и страни от Куба до Иран. Творбата е обявена за най-добра документална книга за годината от списание Kirkus Reviews.
През 2019 г. е издадена книгата му „Отровителят : Сидни Готлиб и ЦРУ в търсене на контрол върху съзнанието“. Тя представя биографията на Сидни Готлиб, който ръководи секретния проект МК-УЛТРА за контрол на съзнанието в ЦРУ, провежда тайни експерименти с хора с различни психотропни субстанции, включително с ЛСД, както и други медицински експерименти и проекти за „специални разпити“.
През 2008 г. е удостоен с почетна докторска степен от Доминиканския университет в Ривър Форест, Илинойс, а през 2010 г. получава почетна докторска степен от Университетът на Скрантън в Скрантън, Пенсилвания.
Стивън Кинзър живее със семейството си в Бостън и в Труро, Масачузетс.

## Произведения
- Bitter Fruit: The Story of the American Coup in Guatemala (1982) – със Стивън Шлезингер[1][3]
- Blood of Brothers: Life and War in Nicaragua (1991)
- Crescent and Star: Turkey Between Two Worlds (2001)
- All the Shah's Men: An American Coup and the Roots of Middle East Terror (2003)[2]
- Overthrow: America's Century of Regime Change from Hawaii to Iraq (2006)
- A Thousand Hills: Rwanda's Rebirth and the Man Who Dreamed It (2008)
- Reset: Iran, Turkey, and America's Future (2010)
- The Brothers: John Foster Dulles, Allen Dulles, and Their Secret World War (2013)
- The True Flag: Theodore Roosevelt, Mark Twain, and the Birth of American Empire (2017)
- Poisoner in Chief: Sidney Gottlieb and the CIA Search for Mind Control (2019)
Отровителят : Сидни Готлиб и ЦРУ в търсене на контрол върху съзнанието, изд.: ИК „Изток-Запад“, София (2020), прев. Елена Филипова
- Stapanul Otravurilor (2022)